# 船橋市立小室中学校
船橋市立小室中学校（ふなばししりつ こむろちゅうがっこう）は、千葉県船橋市小室町にある公立中学校。

## 部活動
- 陸上部
- ソフト部
- テニス部
- 卓球部
- 文化部

## 著名な出身者
- 花岡麻帆（陸上選手）
- 谷岡慎一（フジテレビアナウンサー）
- 美波亜紀（プロアングラー・ライター兼イラストレーター）※週刊つりニュースAPC他